# Пісек
Пі́сек (чеськ. Písek) — місто на півдні Чехії, в Південночеському краї, на річці Отаві (ліва притока Влтави).
Населення міста становить близько 30 тис. жителів.
У Пісеку — підприємства машинобудівної, трикотажної і харчової промисловості. Територією міста пролягає магістральний газогін.
В центральній частині Пісека — велика кількість історичних будівель. Функціонує міський музей.
Безперечну історичну і художню цінність являє кам'яний міст через Отаву, зведений у 1263—65 роках. 
Щороку в місті проходять фестивалі — кінематографічний, музичний тощо.
Поблизу міста — садиба Орлік і и замок Звіков.

## Міста-побратими
- Велика Британія — Кайрфілі (Caerphilly);
- Данія — Лемвіг (Lemvig);
- Латвія — Смілтене (Smiltene);
- Словаччина — Велки Кртіш (Veľký Krtíš);
- Німеччина — Ветцлар;
- Німеччина — Деґґендорф (Deggendorf).